# Ljatno
Ljatno (bulgariska: Лятно) är ett distrikt i Bulgarien.   Det ligger i kommunen Obsjtina Kaolinovo och regionen Sjumen, i den nordöstra delen av landet, 300 km öster om huvudstaden Sofia.
Trakten runt Ljatno består till största delen av jordbruksmark. Runt Ljatno är det ganska glesbefolkat, med 42 invånare per kvadratkilometer.